# 野村拳之介
野村 拳之介（のむら けんのすけ、1999年2月13日 - ）は、狂言方和泉流能楽師。父は九世野村万蔵、祖父は野村萬（人間国宝、日本芸術院院長）、伯父は八世野村万蔵（五世野村万之丞）。
萬狂言所属。能楽協会会員。東京都豊島区出身。祖父の野村萬と九世野村万蔵に師事。
東京藝術大学音楽学部邦楽科能楽専攻卒業。

## 経歴
- 1999年、九世野村万蔵（当時は野村良介）の次男として生まれる。

- 2003年、『靱猿』にて初舞台。

- 2004年、『伊呂波』にて初シテ。

- 2016年、『千歳』を披く。

- 2017年、『奈須与市語』を披く。

- 2020年、『三番叟』を披く。

- 2023年、兄と弟と共に若者世代への狂言の普及を目指した『ふらっと狂言会』を発足させた。
- 2024年1月、狂言方の大習（一人前になった狂言方になったしるし）である『釣狐』を披く。これと同時に弟・眞之介が『三番叟』を披いた。

- 2024年4月、萬狂言春公演にて『武悪』を初演する。

公益財団法人能楽協会会員。

## 親族
祖父は野村萬（七世野村万蔵）､父は九世野村万蔵、伯父は八世野村万蔵（五世野村万之丞、2004年没）という能楽師の家系に生まれた。兄に六世野村万之丞、弟に野村眞之介がいる。従兄弟に野村太一郎がいる。